# ジム・ブリーン
ジム・ブリーン（Jim Breen、James William Breen、1947年 - ）は、オーストラリアのモナシュ大学の元教授（2003年に退職）、オーストラリア人。日本語辞書プロジェクトEDICT(EDICT2)、和英辞書JMdict、漢字辞書KANJIDIC、さらにそれらを検索するためインターフェースポータルWWWJDICに深く関与した。

## 経歴
数学の学士号取得後、1968年に郵政省にプログラマー研修生として入省。その後、ネットワーク設計主任となる。MBAを取得中、これまで研究してきた郵政省での仕事は、彼の進む方向ではないと気づく。そこで、1983年に情報のコンサルティンググループに参加した。だが、仕事は非常にストレスフルで、家族との距離も離れていった。これがのちに、彼をアカデミックなキャリアに向かわせていく。1985年、Chisholm Institute of Technologyの教授になり、この学院のロボット工学部、デジタル工学部の学部長となった。
1990年に、この学院はモナシュ大学と合併する。よって彼は、大学のデジタルシステム学部の学部長ともなった。1997年には、その学部長のポストをDavid Abramsonに委ね、彼は学生への指導と研究に集中する。1998年、学部はさらに再編され、それら三つの学部はコンピュータサイエンス・アンド・ソフトウェアエンジニアリング学校となった。

### 教授
彼は主にコミュニケーションと数量的領域を教えていた。1年目の学生には情報とシステムのクラスを持ち、デジタルコミュニケーションは主にマスターの学生に教えた。
また、2000年12月から2001年6月まで、彼は日本の東京外国語大学アジア・アフリカ言語文化研究所で客員教授を務める。

### 研究
彼の主な研究のテーマはデジタルコミュニケーション、また、情報学における言語学領域、とくにコンピュータ上の日本語辞書開発である。

## 参照
- (英語) Some Boring Personal Details (2007), Monash University